# Mitchell Ayres
Mitchell Ayres, geboren als Mitchell Agress (Milwaukee (Wisconsin), 24 december 1909, – Winchester (Nevada), 5 september 1969) was een Amerikaanse violist, orkestleider, arrangeur en componist. Hij is vooral bekend vanwege zijn jarenlange werk met Perry Como op radio, platen en televisie en als dirigent van The Hollywood Palace.

## Biografie
Geboren als Mitchell Agress in Milwaukee, Wisconsin, studeerde hij aan de Columbia University, met als hoofdvak lichamelijke opvoeding, maar begon professioneel op te treden aan de Brooklyn Academy of Music, terwijl hij nog steeds een student bij Columbia was. Na zijn afstuderen werd Ayres violist bij het Roxy Theatre Orchestra, later bekleedde hij dezelfde functie bij het St. Louis Symphony Orchestra. Omdat hij naar New York wilde terugkeren, verliet Ayres de klassieke muziek voor populair en aanvaardde hij een baan bij Jimmy Carrs Orchestra. Ayres werkte later samen met Abe Lyman en Jack Little, bekend als Little Jack Little.
In 1937, na een paar jaar in de band van Little te hebben gewerkt, besloten Ayres en enkele andere muzikanten te breken en hun eigen band te beginnen. De muzikanten waren zeer zakelijk bij het plannen van hun onderneming. De band werd behandeld als een bedrijf, waarbij elk lid evenveel aandelen in de nieuwe band had. De orkestleider werd bij verkiezing beslist en het was Ayres die tot hoofd van het orkest werd gekozen. Ze noemden zichzelf Fashions in Music en kozen het nummer You Go to My Head als thema, de leden werkten aan arrangementen en ontwikkelden hun eigen stijl, terwijl ze wachtten op hun eerste verbintenis. Het heeft even geduurd, maar het orkest kreeg zijn eerste baan in Hotel St. George in Brooklyn. Volgens het oorspronkelijke contract met het hotel moest de band daar vier weken spelen, maar hun verblijf bleek zeven maanden te duren.
Fashions in Music tekende vervolgens hun eerste platencontract voor Row, Row, Row, waarvan er kort na de publicatie 50.000 exemplaren werden verkocht. Radiostations begonnen de plaat te spelen en er was veel vraag naar optredens in het hele land. In 1939 bood Bluebird Records de band een eerste contract voor een jaar aan, de verbintenis duurde tot 1942. Al die tijd bleef het orkest functioneren als een bedrijf, waarbij de musici-aandeelhouders zakelijke aangelegenheden bespraken en erover stemden. In 1940 had het orkest zijn eigen show bij CBS Radio. Ayres en de band verschenen in drie films uit de jaren 1940: Swingtime Johnny, Moonlight and Cactus en Lady, Let's Dance. Ayres en zijn orkest bereikten de nationale top 5 met hun versie van Make Believe Island (1940), gezongen door Mary Ann Mercer.
Tijdens de Tweede Wereldoorlog begon Ayres met dirigeren voor vocale groepen zoals The Andrews Sisters. Hij begon ook te werken voor Columbia Records als muzikaal leider, samen met Benny Goodman, Frank Sinatra, Pearl Bailey en ook anderen tekenden bij het platenlabel, waaronder Doris Day en Dinah Shore.
Mitchell Ayres' eerste associatie met Perry Como kwam in 1944, toen hem werd gevraagd om een demo-opname van een radioprogramma te dirigeren met Como als gastheer. Het programma werd The Chesterfield Supper Club. Ayres en Como deelden een enthousiasme voor golf en speelden vaak samen. In 1948 bood Como Ayres de baan aan als dirigent van zijn Supper Club-uitzendingen, terwijl de twee aan het golfen waren. Ayres en zijn orkest begonnen ook met Como op te nemen voor RCA Victor. De uitspraak en frasering van Como op de opnames van Kol Nidrei en Eli, Eli werden geleerd van een lid van Ayres' orkest, die de zoon was van een rabbijn. Toen The Chesterfield Supper Club eind 1948 naar de televisie ging, maakten Ayres en zijn orkest deel uit van de cast. Ayres en zijn orkest bleven bij Como en zijn CBS-televisieshow en verhuisden naar NBC voor zowel The Perry Como Show als Perry Como's Kraft Music Hall. Terwijl zowel Ayres als Como bij CBS werkten, werkten Ayres en zijn orkest ook aan het Top Tunes-programma van de tv, dat een zomervervanger was voor Como's televisieshow. Ze waren tot 1964 vaste klanten in de programma's van Como.
In 1963, na bijna 20 jaar van een regelmatig geplande radio- of televisieshow, was Perry Como er niet zeker van of hij regelmatig televisieoptredens zou blijven maken. Door zijn onzekerheid accepteerde Ayres een aanbod om dirigent te worden van de nieuwe televisieshow The Hollywood Palace, die in januari 1964 in première ging. Hij werd genomineerd voor een Emmy Award voor zijn muzikale werk op de show in 1966 en opnieuw in 1968. Op het moment van zijn overlijden werkte Ayres voor het televisieprogramma.

## Overlijden
Mitchell Ayres werd op 5 september 1969 op 59-jarige leeftijd door een auto aangereden en gedood, toen hij een straat in Winchester overstak. Hij was in de omgeving van Las Vegas en werkte als dirigent voor de show van Connie Francis in het pas geopende Landmark Hotel. Hij werd overleefd door zijn vrouw Georgianna, een zoon, Lawrence en een dochter, Judith. Een week na de dood van haar man stierf Georgianna Ayres aan een hartaanval. Ayres en zijn vrouw werden begraven in Forest Lawn Memorial Park (Glendale).
- Biblioteca Nacional de España: XX1558557
- Bibliothèque nationale de France: cb13891002r (data)
- Gemeinsame Normdatei: 135495334
- International Standard Name Identifier: 0000 0000 5515 1077
- Library of Congress Control Number: no93030454
- MusicBrainz: 2212eb15-1ee9-43a4-ab05-5296233c4f57
- Nationale Bibliotheek van Israël: 987012599574305171
- Istituto Centrale per il Catalogo Unico: DDSV074454
- Virtual International Authority File: 154149294379780522541